# Leiopsammodius kenyensis
Leiopsammodius kenyensis är en skalbaggsart som beskrevs av Rakovic 1978. Leiopsammodius kenyensis ingår i släktet Leiopsammodius och familjen Aphodiidae. Inga underarter finns listade i Catalogue of Life.